# 이오아나 불커
이오아나 불커(루마니아어: Ioana Bulcă, 1936년 1월 7일 ~ 2025년 7월 9일)은 루마니아의 배우, 영화 배우이다.